# Диу
Ди́у (порт. Diu) — город на одноименном острове Диу в союзной территории Дадра и Нагар-Хавели и Даман и Диу, бывшая португальская колония в Индии.

## История
Одержав победу в битве при Диу, португальцы в 1513 году предприняли первую попытку основать здесь торговую факторию. В 1535 году Диу был передан султаном Гужарата Португалии в залог военного союза, направленного против Хумаюна. Оказанная португальцами военная помощь была настолько незначительна, что гуджаратские правители предпринимали попытки вернуть Диу, но неудачно.
В декабре 1961 года оккупирован войсками Индии. Португалия признала суверенитет Индии над Диу только после революции 1974 года. До 1987 года город входил в союзную территорию «Гоа, Даман и Диу».